# Johann Dietrich Busch
Pour les articles homonymes, voir Busch.
Johann Dietrich Busch (né le 27 décembre 1700 à Mesmerode/Wunstorf, mort le 18 juillet 1753 à Itzehoe) est un facteur d'orgue.

## Biographie
Né en 1700 à Mesmerode/Wunstorf, Bush dirigea dans les années 1720 l'atelier du facteur d'orgue d'Itzehoe Lambert Daniel Kastens qui était aussi un maître-compagnon d'Arp Schnitger. En 1728, il reprit entièrement l'atelier d'Itzehoe et devint par son mariage en 1733 le beau-frère de Karstens. Dans la période 1730-1750, Johann Dietrich Busch a dominé la construction d'orgues dans et autour de Hambourg. À Oldenburg ainsi que dans les duchés de Schleswig et du Holstein, il a effectué de nombreuses réparations, modifications et signé des contrats de maintenance. Après sa mort prématurée en 1753, son fils Johann Daniel Busch (1735–1787) reprit l'atelier et acheva les chantiers commencés par son père à Dybbøl et Højer.

## Réalisations (sélection)
J. D. Busch a construit les orgues listés ci-dessous :
| Année   | Lieu                           | Bâtiment                    | Image | Manuel | Registre | Remarques                                             |
| ------- | ------------------------------ | --------------------------- | ----- | ------ | -------- | ----------------------------------------------------- |
| 1730    | Hamburg                        | Église réformée             |       |        |          | Mise en œuvre et modification de l'orgue de Schnitger |
| 1737    | Wardenburg                     | St. Marien                  |       |        |          | Buffet et divers éléments conservés                   |
| 1737    | Idensen                        | St. Ursula (Sigwardskirche) |       |        |          |                                                       |
| 1738    | Elsfleth-Altenhuntorf          | St. Jacobi                  |       |        |          | N'a pas été conservé                                  |
| 1738    | Husby                          | St. Vincentius              |       |        |          |                                                       |
| 1739    | Hamburg-Billwerder             | St. Nikolai                 |       |        |          |                                                       |
| 1739/40 | Munkbrarup                     |                             |       |        |          | Buffet                                                |
| 1737/39 | Jade                           | Église de la Trinité        |       |        |          | Buffet et divers éléments conservés                   |
| 1740    | Broager (DK)                   | St. Marien                  |       |        |          | Buffet et divers éléments conservés                   |
| 1741/43 | Grundhof                       | St. Marienkirche            |       |        |          |                                                       |
| 1742    | St.-Katharinenkirche (Hamburg) |                             |       |        |          | Extension                                             |
| 1743/44 | Altona                         | Hauptkirche St. Trinitatis  |       |        |          | Détruit en 1943                                       |
| 1743/45 | Hamburg                        | Neues Hiobshospital         |       |        |          |                                                       |
| 1744    | Hambourg-St.Georg              | Dreieinigkeitskirche        |       | III    | 62       | Détruit en 1943                                       |
| 1744/45 | Hamburg-Ottensen               | Christianskirche            |       |        |          | Buffet et divers éléments conservés                   |
| 1749    | Uetersen                       | Klosterkirche               |       |        |          | Buffet et divers éléments conservés                   |
| 1751    | Altengamme                     | St.-Nicolai-Kirche          |       |        |          | Buffet et divers éléments conservés                   |
| 1752    | Kirchwerder                    | St. Severini                |       | II/P   |          | Réparation de l'orgue de Hinrich Speter (1641)        |

## Source de la traduction
- (de) Cet article est partiellement ou en totalité issu de l’article de Wikipédia en allemand intitulé « Johann Dietrich Busch » (voir la liste des auteurs).